# Ixia vinacea
Ixia vinacea är en irisväxtart som beskrevs av Gwendoline Joyce Lewis. Ixia vinacea ingår i släktet Ixia och familjen irisväxter. Inga underarter finns listade i Catalogue of Life.